# Ивановка (Ленинский сельсовет)
Ивановка (бел. Іванаўка) — посёлок Чечерском районе Гомельской области Белоруссии. Входит в состав Ленинского сельсовета.

## География

### Расположение
В 10 км на юг от Чечерска, 33 км от железнодорожной станции Буда-Кошелёвская (на линии Гомель — Жлобин), 56 км от Гомеля.

### Гидрография
На востоке пойма реки Сож, на западе мелиоративные каналы.

## Транспортная сеть
Транспортные связи по просёлочной, затем по автодорогам Науховичи — Ровковичи и Чечерск — Буда-Кошелёво. Планировка состоит из короткой прямолинейной, почти меридиональной ориентации улицы, застроенной деревянными домами усадебного типа.

## История
Основан в начале XX века переселенцами из соседних деревень. В 1926 году в Чечерском районе Гомельского округа. В 1929 году организован колхоз. 12 жителей погибли на фронтах Великой Отечественной войны. Согласно переписи 1959 года в составе колхоза имени В. И. Ленина (центр — посёлок Вознесенский).

## Население

### Численность
- 2004 год — 5 хозяйств, 8 жителей.

### Динамика
- 1926 год — 17 дворов, 97 жителей.
- 1959 год — 110 жителей (согласно переписи).
- 2004 год — 5 хозяйств, 8 жителей.